# Saramandaia
Saramandaia é uma telenovela brasileira produzida e exibida pela TV Globo de 3 de maio a 31 de dezembro de 1976, em 160 capítulos. Substituiu O Grito e foi substituída pela reprise de O Bem-Amado, sendo a 23ª "novela das dez" exibida pela emissora.
Escrita por Dias Gomes, foi dirigida por Walter Avancini, Roberto Talma e Gonzaga Blota.
Contou com as participações de Juca de Oliveira, Sônia Braga, Antônio Fagundes, Yoná Magalhães, Dina Sfat, Ary Fontoura, Milton Moraes, Wilza Carla e Castro Gonzaga.

## Sinopse
Ambientada na zona canavieira de Pernambuco, a história se situa no fictício município de Bole-Bole, o qual passa por um plebiscito para a mudança do nome. O movimento é encabeçado por duas facções: os tradicionalistas, liderados pelo coronel Zico Rosado, que usam argumentos históricos para manter o nome atual, Bole-Bole; e os mudancistas, liderados pelo coronel Tenório Tavares e pelo vereador João Gibão — este último irmão do prefeito Lua Viana —, que alegam vergonha do nome, querendo mudá-lo para Saramandaia.
Mas o que chama a atenção na cidade são as características exóticas de alguns personagens da história: o professor Aristóbulo Camargo, que vira lobisomem nas noites de lua cheia; Marcina, que provoca incêndios onde toca e queimaduras em quem toca; João Gibão, que esconde em sua corcunda um belo par de asas; Encolheu, que prevê o tempo com dores ósseas; Dona Redonda, esposa de Encolheu que não consegue parar de comer; Zico Rosado, que põe formigas pelo nariz; dentre outros.

## Elenco
| Ator                   | Personagem                                 |
| ---------------------- | ------------------------------------------ |
| Juca de Oliveira       | João Gibão (João Evangelista)              |
| Sônia Braga            | Marcina Moreira                            |
| Antônio Fagundes       | Lua Viana                                  |
| Yoná Magalhães         | Zélia Tavares                              |
| Dina Sfat              | Risoleta                                   |
| Ary Fontoura           | Professor Aristóbulo Camargo               |
| Castro Gonzaga         | Eurico Rosado (Zico Rosado)                |
| Sebastião Vasconcelos  | Tenório Tavares                            |
| Wilza Carla            | Dona Redonda / Dona Bitela                 |
| Eloísa Mafalda         | Maria Aparecida Moreira (Maria Aparadeira) |
| Pedro Paulo Rangel     | Dirceu                                     |
| Milton Moraes          | Carlito Prata                              |
| Rafael de Carvalho     | Seu Cazuza Moreira                         |
| Ana Maria Magalhães    | Dalva Rosado                               |
| Elza Gomes             | Dona Pupu (Eponina Camargo)                |
| Lídia Costa            | Leocádia Viana                             |
| Ana Ariel              | Dona Santinha Rosado                       |
| Francisco Dantas       | Padre Romeu                                |
| Marília Barbosa        | Bia                                        |
| Wellington Botelho     | Seu Virgulino de Souza (Encolheu)          |
| Darcy de Souza         | Juventina                                  |
| Carlos Gregório        | Delegado Petronílio Peixoto                |
| Natália do Valle       | Dora                                       |
| Reynaldo Gonzaga       | Timóteo                                    |
| Ivan de Albuquerque    | Germano                                    |
| Brandão Filho          | Maestro Cursino de Azevedo                 |
| Lajar Muzuris          | Maestro Totó de Almeida                    |
| Maria Helena Velasco   | Emília                                     |
| Jorge Gomes            | Nato                                       |
| Teresa Cristina Arnaud | Dulce                                      |
| Germano Filho          | Zé Vitorino                                |
| Alcírio Cunha          | Firmino                                    |
| Chica Xavier           | Maria das Dores                            |
| José Augusto Branco    | Antônio Rocha (Dr. Rochinha)               |
| Wanda Kosmo            | Dona Fifi                                  |
| Maria Rita             | Rosalice                                   |
| Maria do Carmo Veloso  | Dona Candinha Rosado                       |
| Auricéia de Araújo     | Siá Jurema                                 |
| Juju Pimenta           | Sai-Pra-Lá                                 |
| Catulo de Paula        | Zebedeu                                    |
| Labanca                | Seu Leitão                                 |
| Apolo Corrêa           | Disgramado                                 |
| Ivan Setta             | Bodoque                                    |
| Zé Preá                | Maestro Ranulpho                           |

### Participações especiais
- Apolo Corrêa - Preso
- Augusto Olímpio - Hominho
- Carlos Eduardo Dolabella - Homão
- César Augusto - Policial de Bole-Bole
- Francisco Cuoco - Tiradentes
- Ivan Setta - Filomeno Netto
- Jaime Leibovitch - Dr. Scholl
- Milton Gonçalves
- Tarcísio Meira - Dom Pedro I
- Ziembinski - Monsenhor Dagoberto

## Produção
Para escrever a trama, Dias Gomes inspirou-se num fato verídico: no início dos anos 70, a cidade gaúcha de Não-Me-Toque mudou de nome para Campo Real, depois de um movimento popular que alegava que a cidade era alvo de brincadeiras das cidades vizinhas por causa do nome inusitado (anos depois um novo plebiscito decidiu pela volta do nome antigo). O realismo mágico também foi uma das inspirações do autor. Este estilo literário estava em alta naquela época e tinha Gabriel García Márquez como seu maior expoente. Saramandaia foi vista como uma espécie de vingança de Dias Gomes aos censores do governo militar. Porém, mesmo com um texto afiado de críticas disfarçadas, a novela não conseguiu passar ilesa perante os censores, e quase todos os capítulos da história sofreram cortes. Para driblar a censura, o autor usou uma estratégia: como os censores eram trocados constantemente e os critérios de corte variavam muito, ele inseria as cenas que haviam sido vetadas nos capítulos posteriores, até que elas fossem aprovadas.

## Trilha sonora
1. Capim Novo - Luiz Gonzaga[2]
2. Sou o Estopim - Sônia Braga
3. Malaksuma - Geraldo Azevedo
4. Pra Não Morrer de Tristeza - Ney Matogrosso
5. Canção da Meia-noite - Almôndegas
6. Borboleta Sabiá - Alceu Valença
7. Pavão Mysteriozo - Ednardo
8. Chão Pó Poeira - Gonzaguinha
9. Jeca Total - Gilberto Gil
10. Juritis Borboletas - Geraldo Azevedo
11. Bole-Bole - Wálter Queiróz
12. Caso Você Case - Marília Barbosa
13. Xamêgo - Fafá de Belém